# Metahygrobiella mollusca
Metahygrobiella mollusca là một loài rêu tản trong họ Cephaloziaceae. Loài này được (De Not.) R.M. Schust. miêu tả khoa học lần đầu tiên năm 1961.